# Любен Динов
Любен Георгиев Динов е български военен деец, генерал-майор.

## Биография
Роден е 7 юли 1920 година в село Бъзовец, Ломско. Участва в Съпротивителното движение през Втората световна война, за което е осъден на доживотен затвор.
След 9 септември 1944 година е офицер в БНА. До 1946 г. е помощник-командир по политически въпроси на четвърти бронеизтребителен полк в Лом. От 1946 до 1951 г. е началник на политическия отдел на единадесета танкова бригада. От 1950 г. е генерал-майор. Служи като началник на Военнонаучния отдел към Генералния щаб на Българската армия. Бил е заместник-началник на Главното политическо управление на българската народна армия (1950 – 1965). Противопоставя се на управлението на Тодор Живков.
Участва в заговора на Иван Тодоров-Горуня. Лежи 2 пъти в затвора (1965 – 1971 и 1982 – 1984).